# Xã Skelton, Quận Warrick, Indiana
Xã Skelton (tiếng Anh: Skelton Township) là một xã thuộc quận Warrick, tiểu bang Indiana, Hoa Kỳ. Năm 2010, dân số của xã này là 1.625 người.